# Petrus von Verona

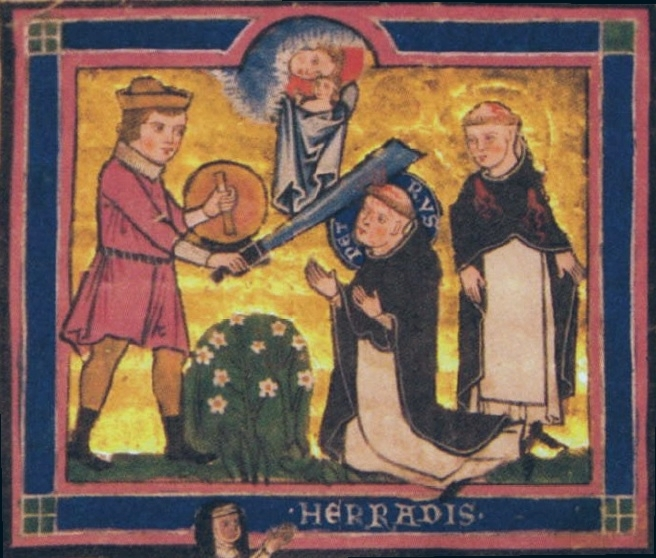
Petrus Martyr wird erschlagen. Buchmalerei aus dem Regensburger Dominikanerinnenkloster (ca. 1275, Keble College, Oxford)

Petrus von Verona (* nach 1200 wohl in Verona; † 6. April 1252 in Barlassina bei Mailand), auch Petrus Martyr oder Petrus von Mailand genannt, war ein dominikanischer Prediger, Inquisitor und Märtyrer aus der Frühzeit des Ordens.

## Leben
Über Herkunft und Jugend des Petrus ist nichts bekannt. Berichte in seiner Vita, wonach er aus einer Ketzerfamilie stammen soll, sind freie hagiographische Ausdichtungen. Ungewiss ist auch die Angabe, er sei vor seinem Eintritt in den Dominikanerorden um das Jahr 1220 Student in Bologna gewesen. Durch seinen zeitgenössischen Ordensnamen gesichert ist der Eintrittskonvent Verona. Nach Darstellung des Chronicon Maius des Dominikanerchronisten Galvano Fiamma (1283–1344) lebte er seit 1233 im Mailänder Kloster Sant’Eustorgio und soll bereits 1240 vom Papst zum Inquisitor ernannt worden sein. Von dem Humanisten Bernardino Corio stammt die Nachricht, Petrus sei schon 1232 in Mailand als päpstlicher Legat in der Ketzerbekämpfung aufgetreten. Alle diese postumen Angaben sind zweifelhaft. Die von Corio nachgewiesene Beauftragung durch die Stadtväter, die Ketzergesetzgebung Papst Gregor IX. in die Mailänder Kommunalstatuten einzuschreiben, wurde auch in anderen Städten üblicherweise Mendikanten übertragen und muss nicht auf eine hervorgehobene Rolle hinweisen. Im Ergebnis bleibt unsicher, ob und wie sein Wirken ab 1232/33 in Mailand mit der Gründung verschiedener antihäretischer Laienbruderschaften und dem Aufbau der Halleluja-Bewegung in Verbindung stand. Sicher ist, dass Petrus ab Ende der 1230er Jahre in Ober- und Mittelitalien als erfolgreicher Prediger bekannt war und in allen größeren Städten der Region auftrat, vermutlich im Jahr 1244 auch in Rom.
1241 nahm er als Prior des Dominikanerkonvents von Asti am Mailänder Provinzkapitel teil und wurde dort zum Prior des Konvents in Piacenza bestimmt. Durch ein Schreiben Papst Innozenz IV. vom 8. Juni 1251 lässt sich seine Beauftragung zusammen mit einem Mitbruder mit der Ausmerzung der katharischen Häresie in Cremona belegen. Dieses einzige erhaltene Zeugnis, in dem er unmittelbar als Ketzerverfolger greifbar wird, bezeichnet ihn allerdings nicht ausdrücklich als Inquisitor. Erst ein kurz nach seinem Tod verfasster ordensinterner Bericht erwähnt seine Bestimmung zu einem der Inquisitoren der Lombardei durch den Papst wenige Monate vor seinem Tod. Kurze Zeit später fiel er auf dem Weg von Como, wo er als Prior amtierte, nach Mailand im Wald von Barlassina einem Mordanschlag zum Opfer.

## Ermordung und Prozess
Petrus war mit drei Mitbrüdern in Inquisitionsgeschäften unterwegs und wurde Opfer eines von einflussreichen Mailänder Familien geplanten Auftragsmordes. Einer der Begleiter überlebte den Anschlag eine Woche lang und soll Einzelheiten über den Tathergang berichtet haben, die aber bereits hagiographische Züge tragen. Schon ein Jahr nach seinem Tode wurde Petrus von Papst Innozenz IV. als Märtyrer heiliggesprochen. Der mutmaßliche Mörder, der Mailänder Konsul Pietro da Balsamo, wurde am Tatort von einem Bauern gefasst, konnte nach wenigen Tagen aus dem Gefängnis entkommen, trat unter dem Decknamen Carino in den Dominikanerorden ein und wurde später selbst seliggesprochen. Die Ermittlungen gegen die von Balsamo offenbarten Hintermänner der Verschwörung zogen sich bis 1295 hin, was für die Komplexität der Hintergründe spricht. Da nur einzelne Vernehmungsakten erhalten sind, lässt sich der Prozess nur in Teilen rekonstruieren. Welches konkrete Tun oder Vorhaben des Inquisitors das Motiv für seine Ermordung bot und welche Rolle die komplizierte politisch-religiöse Gemengelage in Mailand kurz nach dem Tod Kaiser Friedrich II. spielte, bleibt ungeklärt. Petrus von Verona ist in der Mailänder Kirche Sant’Eustorgio in einem vom Bildhauer Giovanni di Balduccio gestalteten Hochgrab bestattet.

## Verehrung

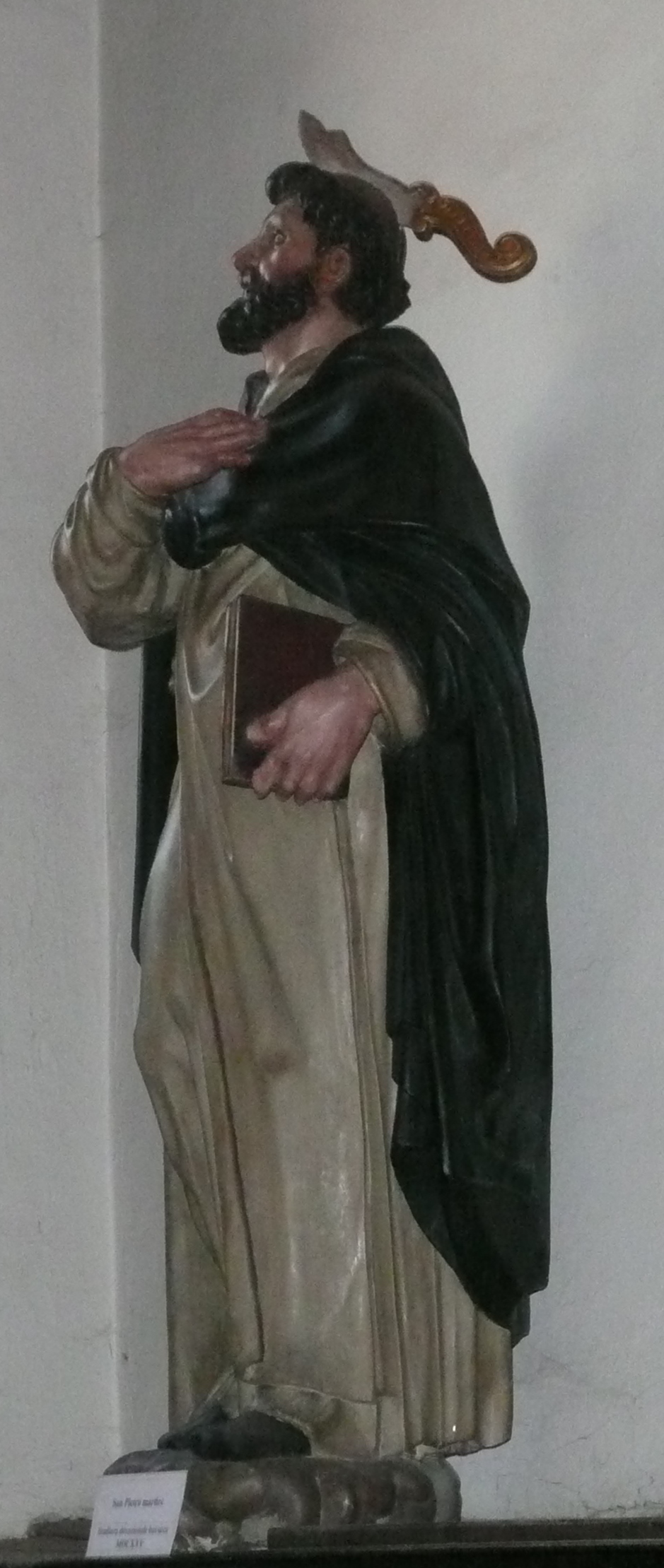
Statue des hl. Petrus Martyr in Sant’Eustorgio in Mailand mit dem typischen Attribut des Heiligen, dem Haumesser im Schädel

Der seit dem 16. Jahrhundert in den Acta Sanctorum genannte Festtag des heiligen Petrus von Verona war der 29. April, der bis zum Zweiten Vatikanisches Konzil auch in den liturgischen Büchern verzeichnet war. Heute begeht die römisch-katholische Kirche das Fest als nichtgebotenen Gedenktag am Todestag des Heiligen, dem 6. April, während der ordensinterne Festtag der Dominikaner der 4. Juni ist.
Petrus Martyr ist einer der Patrone des Dominikanerordens. Außerdem gilt er als Schutzpatron der Städte Como, Cremona, des Herzogtums Modena und der Lombardei. Als einer der populärsten Volksheiligen Oberitaliens wurden ihm unterschiedlichste Patronate und Anrufungsressorts zugeordnet, so fungiert er als Schutzpatron der Inquisition und der Wöchnerinnen, wird um Hilfe bei Sturm und Gewitter, für eine gute Ernte und (aufgrund seiner Todesart) bei Kopfschmerzen angerufen. Zahlreiche Bruderschaften stellten sich unter den Schutz des Heiligen, so die der Schuhmacher in Palma, die der Weber in Manresa und die der Brauer in Köln, welche die St. Peter von Mailand-Bruderschaft gründeten.
An der Stelle seines vermeintlichen Geburtshauses in Verona ließen die Dominikaner 1656 die ihm geweihte Kirche San Pietro Martire errichten.

## Darstellungen in der Kunst
Abgesehen von den relativ seltenen Zyklen mit Episoden aus seinem Leben, die außerhalb von Dominikanerkirchen fast nur in Italien auftreten, ist für Petrus Martyr ein fest umrissener Darstellungstypus mit wenig ikonographischen Varianten verbreitet. Er wird als kräftiger Mann mit Bart im Habit der Dominikaner und zumeist mit einem Malchus oder Hackmesser im Schädel oder auch nur mit einer klaffenden Wunde am Kopf gezeigt, die auf sein Martyrium verweist. Weitere Attribute sind ein Schwert unter dem Arm, die Märtyrerpalme oder ein Buch, das auf seine Predigertätigkeit hinweist.
Wie Benedikt von Nursia wird Petrus Martyr manchmal mit auf dem Mund liegenden Zeigefinger dargestellt. Diese Bilder finden sich häufig im Kreuzgang eines Dominikanerkonvents oder über dem Eingang zur Sakristei, um seine Mitbrüder zum kontemplativen Schweigen zu ermahnen. Die ähnliche Geste bei Bildern von Johannes Nepomuk, dem Patron des Beichtgeheimnisses, bezieht sich auf das Beichtsiegel.
Als Inschrift ist den Darstellungen häufig „Credo“ oder „Credo in unum Deum“ beigefügt, der Beginn des lateinischen Credos, den er der Legende nach im Todeskampf mit dem blutbenetzten Finger auf den Boden schrieb. In Gruppen von Ordensheiligen taucht er oft zusammen mit Dominikus und Thomas von Aquin auf, auch Katharina von Siena und Vinzenz Ferrer kommen als Begleiter vor. In Zyklen werden neben seiner Predigt, Ermordung und Heiligsprechung hauptsächlich Wunderszenen dargestellt, auch posthume Wundersequenzen an seinem Grab sind als Serien üblich. Als Einzelszene ist vor allem die Darstellung seiner Ermordung geläufig, dabei wird meist in bewegter Szenerie der Schwertstreich auf sein Haupt, aber auch ein Dolchstoß von hinten oder vorn abgebildet.

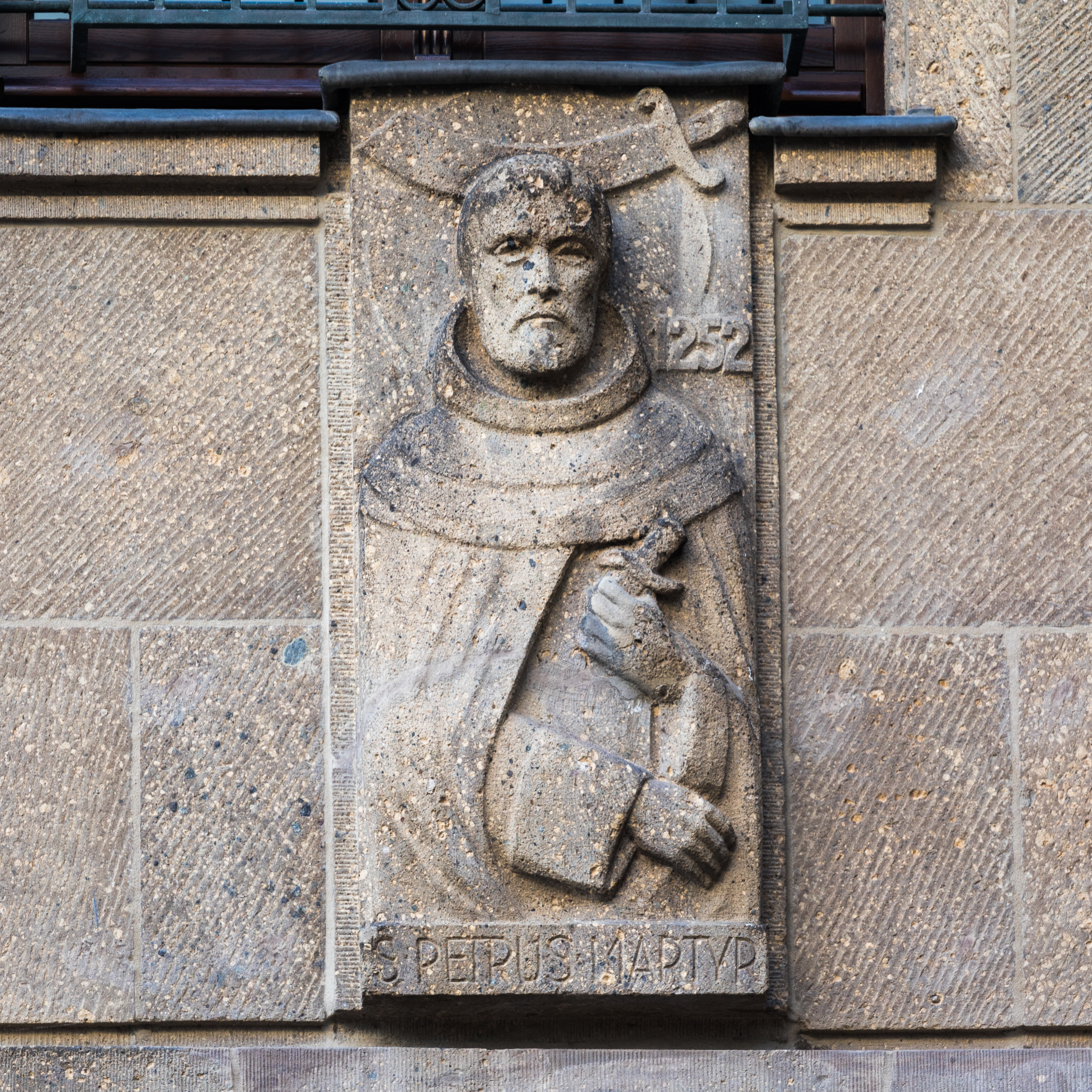
Petrus-von-Mailand-Relief am Brauhaus Früh in Köln
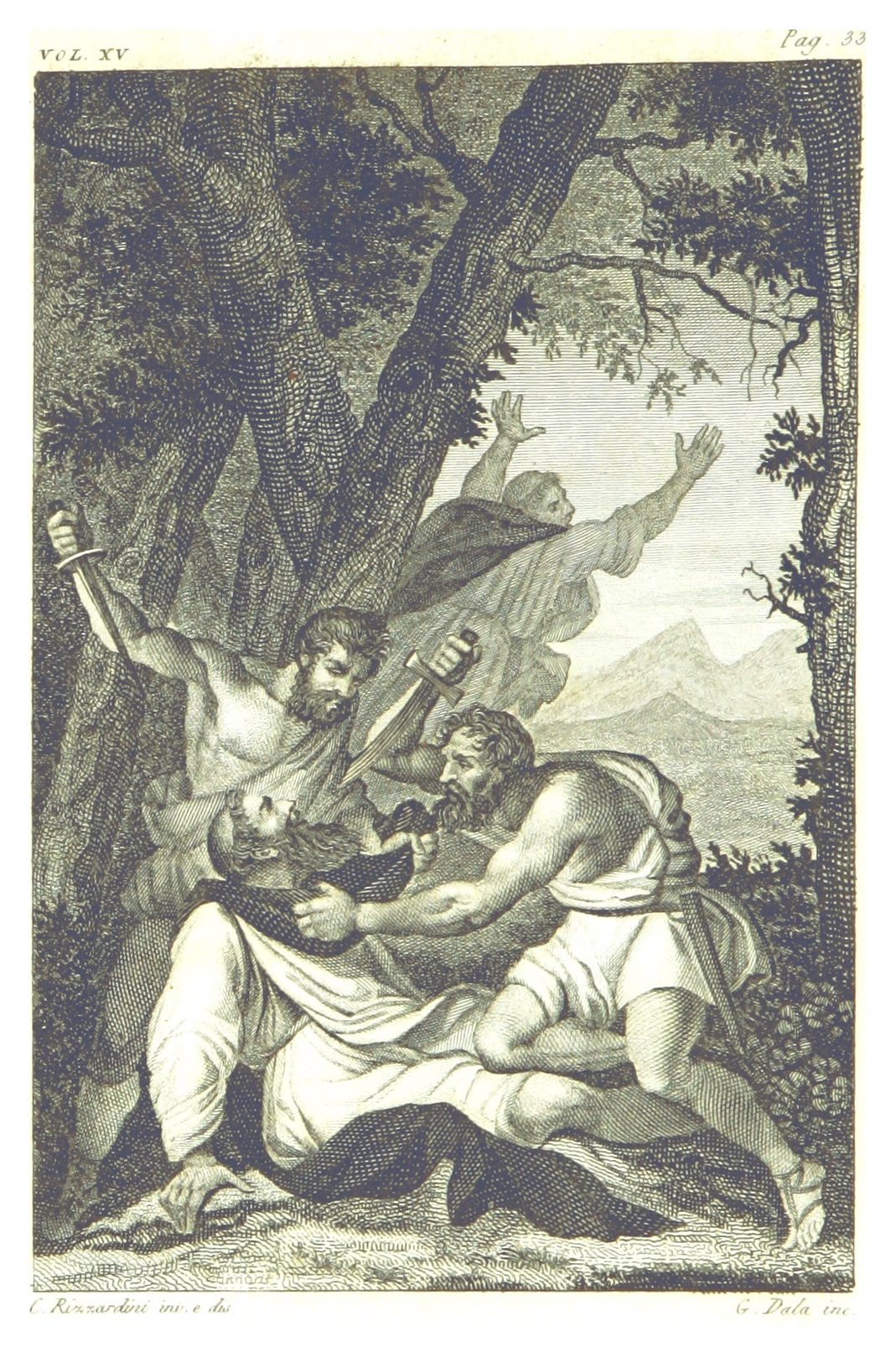
Ermordung des hl. Petrus Martyr von Cecilio Rizzardini (19. Jh.)
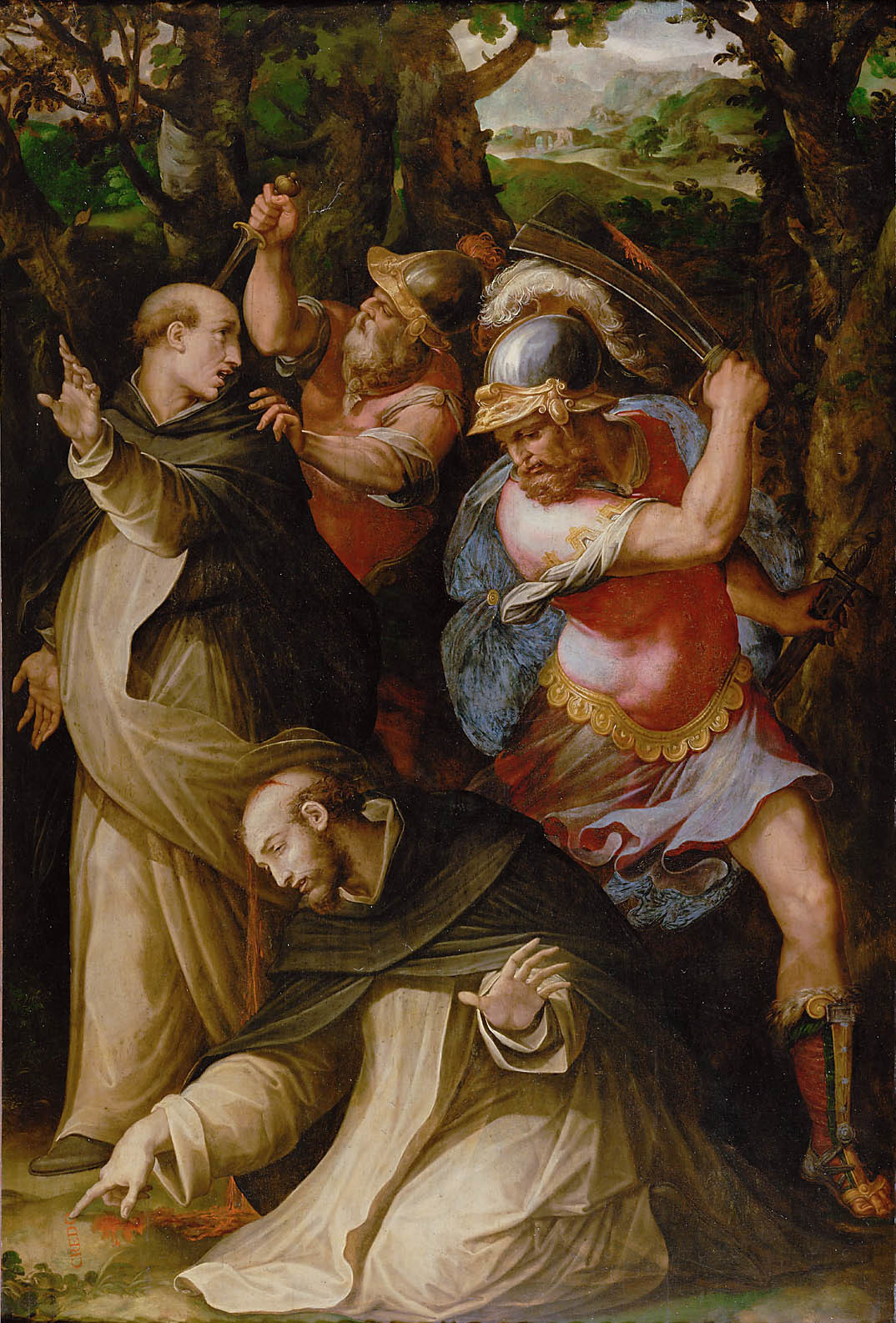
Tod des Hl. Petrus Martyr von Giorgio Vasari (1570)
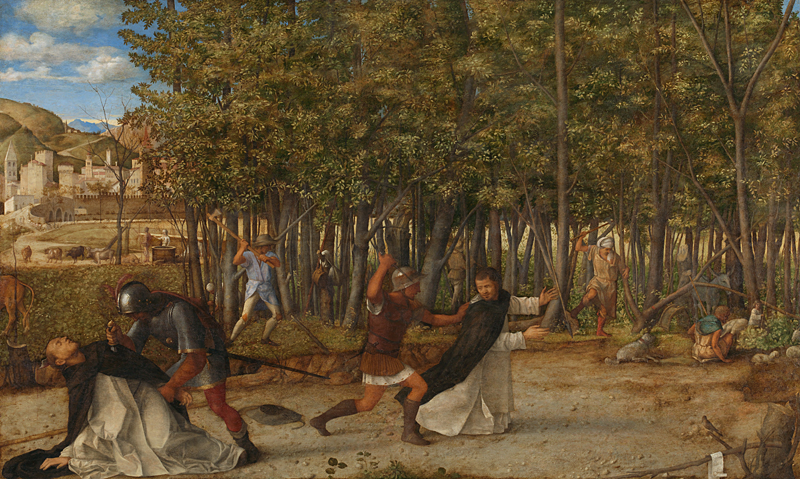
Die Ermordung des hl. Petrus Martyr von Giovanni Bellini (um 1507)
Die Ermordung des hl. Petrus Martyr von Domenichino (um 1620)
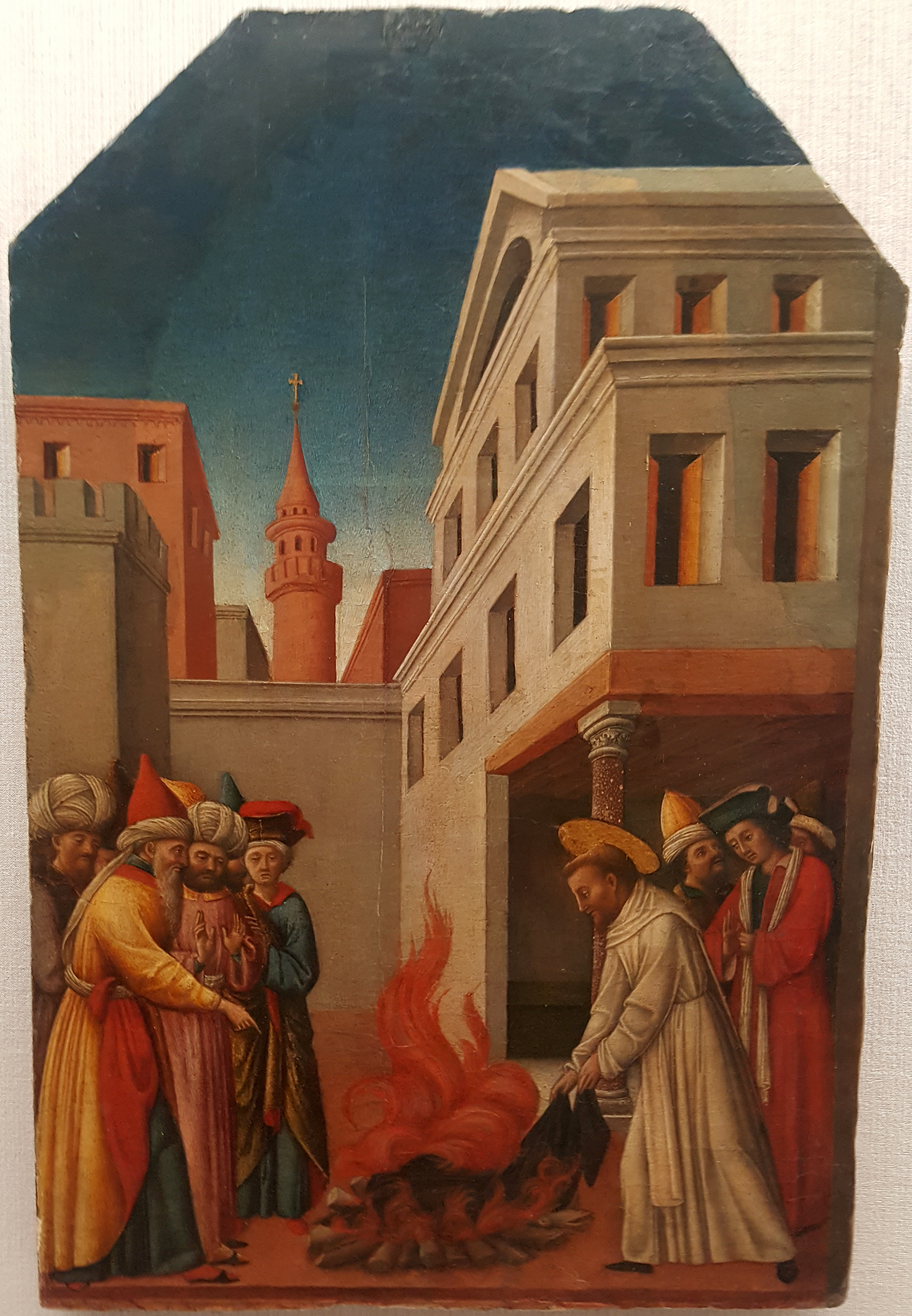
Das Feuerwunder des Hl. Petrus Martyr, von Antonio Vivarini (ca. 1440/1450)
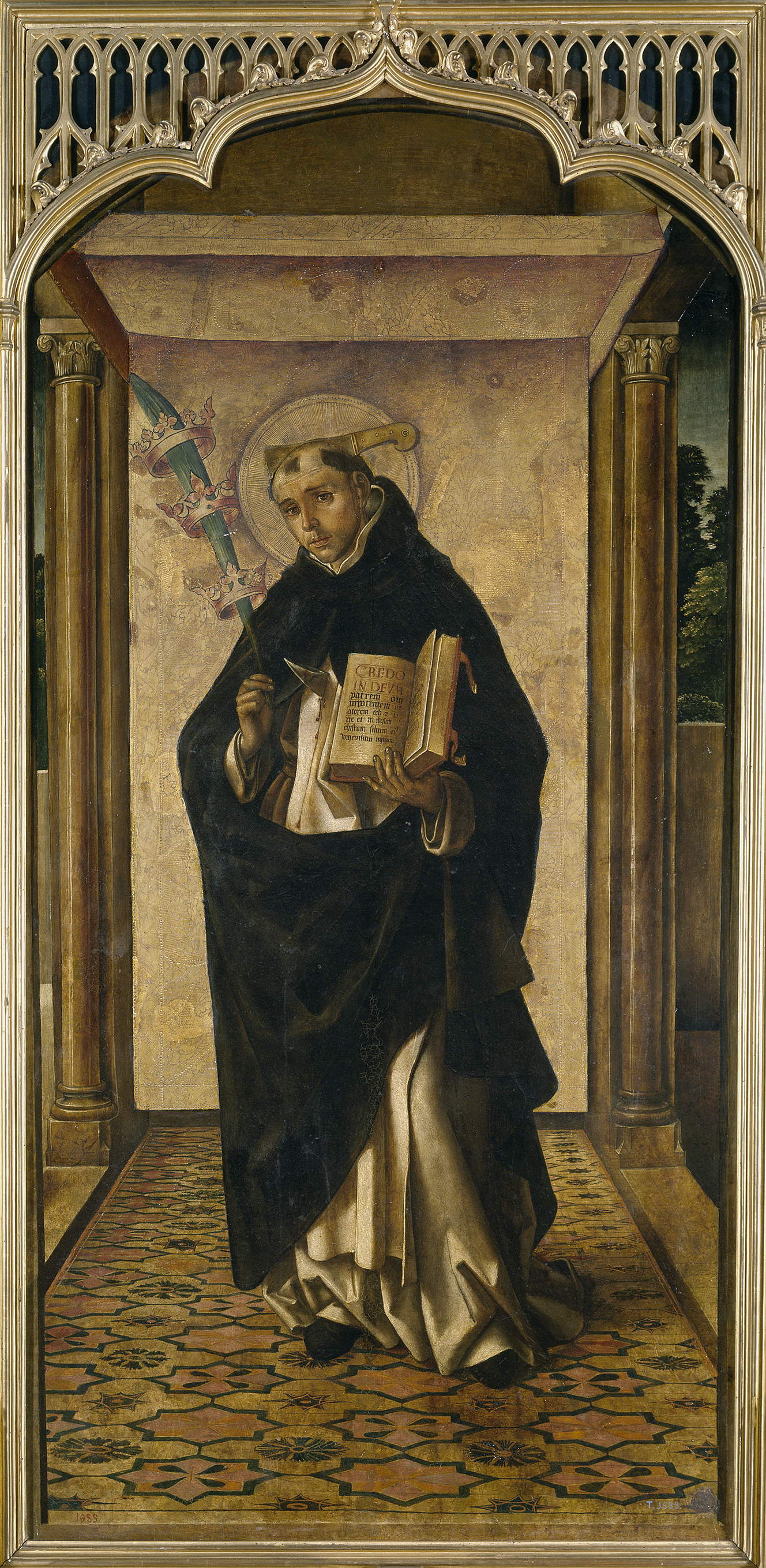
Sankt Peter Martyr, Pedro Berruguete zugeschrieben, (ca. 1493/1499)